# Geir Moen
Geir Moen (Oslo, 1969. június 26. –) fedett pályás világbajnok és szabadtéri Európa-bajnok norvég atléta. Sprinterként a 100 és 200 méteres síkfutásban volt eredményes, két legfontosabb aranyérmét 200 méteren szerezte.
Két olimpián is részt vett (1996 és 2000), de egyszer sem jutott döntőbe.
Norvég országos bajnok volt 100 méteren 1989-ben, 1993–1999-ig és 2002-ben; 200 méteren 1988-ban, 1991-ben, 1993-ban, 1995–1999-ig és 2002-ben.

## Egyéni legjobbjai
szabadtéren
| Táv       | Eredmény (szél) | Hely         | Dátum               |
| --------- | --------------- | ------------ | ------------------- |
| 100 méter | 10,08 (+0.6)    | Kristiansand | 1996. augusztus 16. |
| 200 méter | 20,17 (+1.8)    | Rieti        | 1996. szeptember 1. |
| 300 méter | 33,81           | Göteborg     | 2002. augusztus 27. |

fedett pályán
| Táv       | Eredmény | Hely       | Dátum             |
| --------- | -------- | ---------- | ----------------- |
| 100 méter | 10,31    | Tampere    | 1996. február 12. |
| 200 méter | 20,47    | Birmingham | 1997. február 23. |